# Kamárai (ort i Grekland, Sydegeiska öarna)
Kamárai (Kamares) är en ort i Grekland.   Den ligger i prefekturen Kykladerna och regionen Sydegeiska öarna, i den sydöstra delen av landet, 140 km sydost om huvudstaden Aten. Kamárai ligger 52 meter över havet och antalet invånare är 245. Den ligger på ön Sifnos.
Terrängen runt Kamárai är huvudsakligen kuperad, men åt nordväst är den platt. Havet är nära Kamárai åt nordväst.  Närmaste större samhälle är Artemón, 4,2 km öster om Kamárai. 